# Opiętek dwuplamy
Opiętek dwuplamy, opiętek dwuplamek, opiętek dwuplamkowy (Agrilus biguttatus) – gatunek chrząszcza z rodziny bogatkowatych i podrodziny Agrilinae. Zamieszkuje zachód Palearktyki. Występuje w lasach i parkach. Larwy przechodzą rozwój w korze i pod korą dębów, a na południu zasięgu także buków, kasztanowców i wiązów.

## Taksonomia
Gatunek ten opisany został po raz pierwszy w 1776 roku przez Johana Christiana Fabriciusa pod nazwą Buprestis biguttatus.

## Morfologia

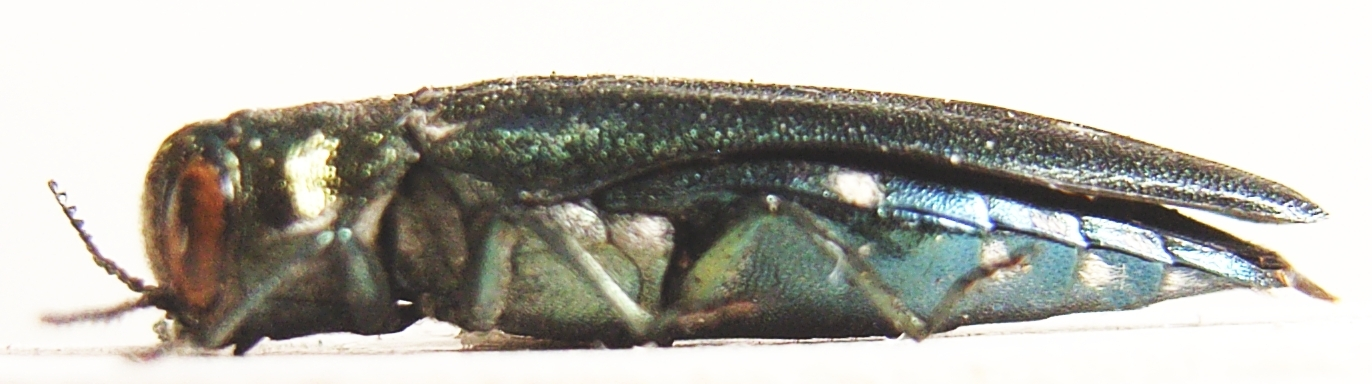
Imago, widok z boku

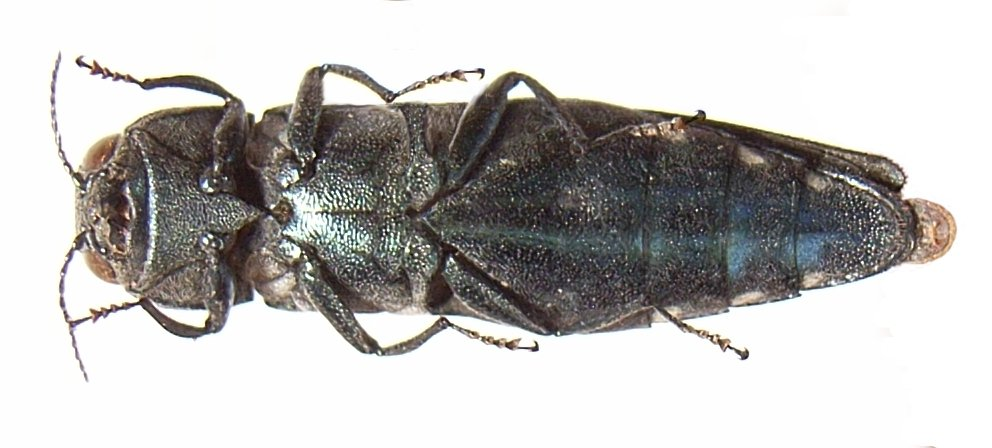
Imago, widok od spodu

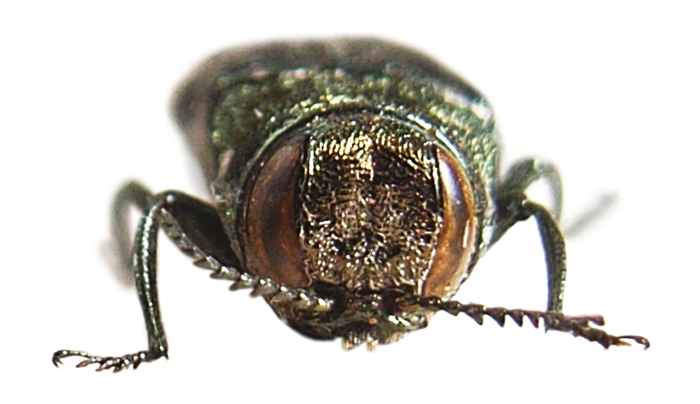
Imago, widok od przodu

Chrząszcz o mocno wydłużonym ciele długości od 8 do 13 mm. Wierzch ciała cechuje się metalicznym połyskiem i jednolicie złocistozieloną, brązowozieloną, zieloną, a rzadziej niebieskozieloną lub niebieskawą barwą. Głowa zaopatrzona jest w duże oczy niemal stykające się z przednią krawędzią przedplecza. Przedplecze ma podwójną krawędź boczną. Pokrywy mają po jednej plamce z gęstego, białego owłosienia, położonej w pobliżu szwu, za środkiem ich długości. Rzadziej występuje jeszcze jedna para mniej wyraźnych plamek zlokalizowana przy nasadzie pokryw, obok guzów barkowych. Wierzchołki pokryw są łagodnie zaokrąglone i lekko rozchylone, a krawędzie ząbkowane, lecz pozbawione kolców. Odwłok jest granatowy. Na spodzie ciała plamki z gęstych, białych włosków umieszczone są na zewnętrznych stronach bioder tylnych odnóży, sternitach trzecim, czwartym i piątym oraz pleurytach pierwszych, trzecich i czwartych, a czasem też piątych.

## Ekologia i występowanie

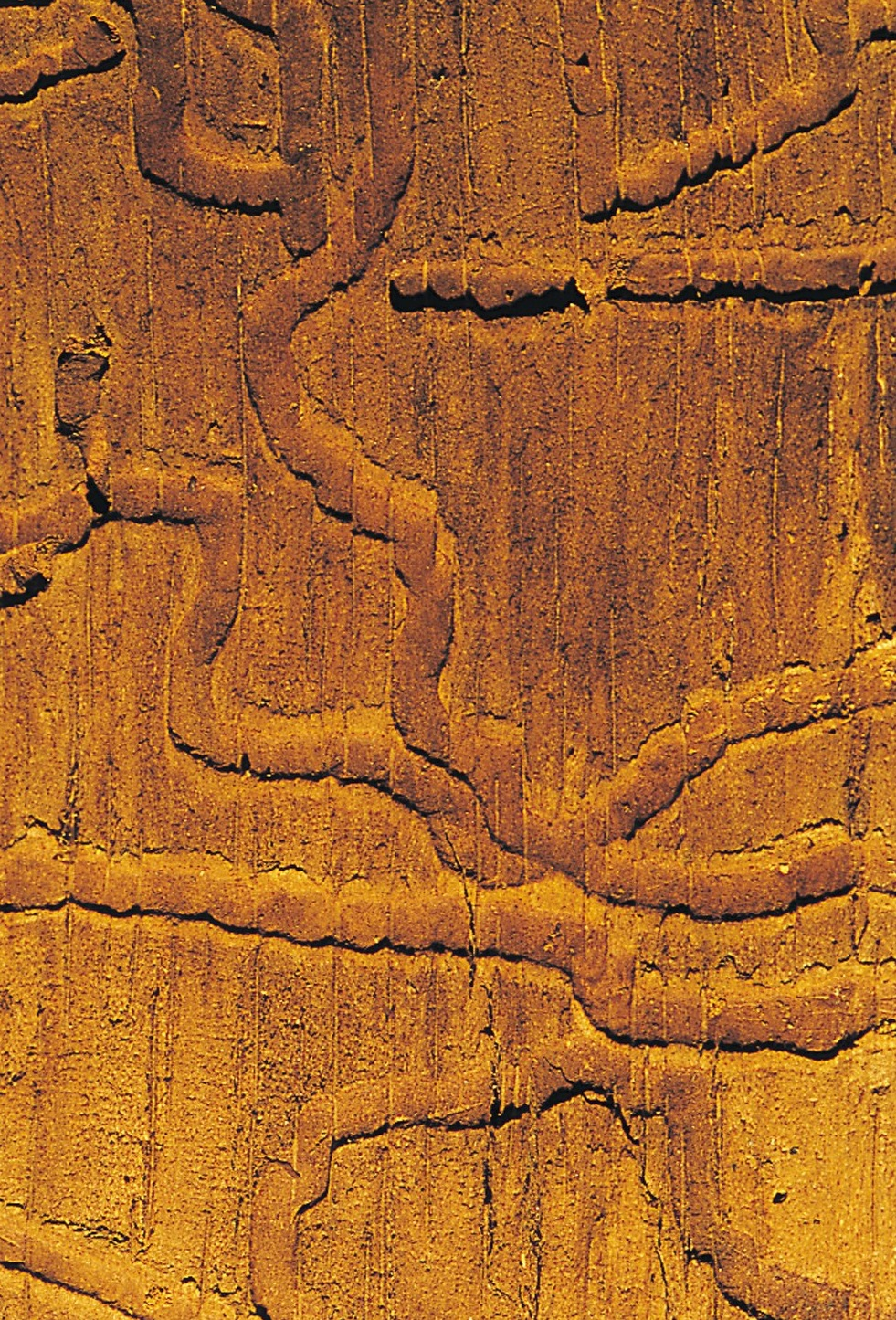
Żerowisko larw

Owad ten zasiedla lasy i parki z udziałem starych egzemplarzy roślin żywicielskich. Rozmieszczony jest od nizin do rzędnych około 1000 m n.p.m. Larwy są kambiofagiczne. Przechodzą rozwój w korze i pod korą obumierających pni, grubszych gałęzi i pniaków różnych gatunków dębów, a na południu zasięgu także buków, kasztanowców i wiązów. Chętnie wybierają drzewa osłabione już żerowaniem fitofagów. Osobniki dorosłe obserwuje się od maja do lipca. Są płochliwe i bardzo dobrze latają. Siadają na starych i młodych drzewach, ich powalonych pniach i pniakach. Żerują na liściach drzew żywicielskich w piętrze koron.
Do parazytoidów larw tego opiętka należą męczelkowate Atanycolus sculpturatus i Doryctes rex oraz gąsienicznikowaty Dolichomitus imperator.
Gatunek palearktyczny, w Europie znany z Portugalii, Hiszpanii, Wielkiej Brytanii, Francji, Belgii, Niemiec, Szwajcarii, Austrii, Włoch, Danii, Szwecji, Norwegii, Estonii, Polski, Czech, Słowacji, Węgier, Białorusi, Ukrainy, Mołdawii, Rumunii, Bułgarii, Słowenii, Chorwacji, Bośni i Hercegowiny, Serbii, Czarnogóry, Albanii, Macedonii Północnej, Grecji oraz europejskich części Turcji i Rosji. Poza Europą notowany jest z Afryki Północnej, anatolijskiej części Turcji, Zakaukazia oraz Iranu.